# دوناشن
دوناشن (به ارمنی: Տոնաշեն) یک منطقهٔ مسکونی در جمهوری آرتساخ است که در استان مارتاکرت واقع شده‌است.